# 茶湯一会集
『茶湯一会集』（ちゃのゆいちえしゅう）は、江戸時代末期の茶書。彦根藩主の井伊直弼（茶号：宗観）が著した。

## 概要
井伊直弼が31歳の頃に書きはじめられ、約15年にわたる加筆訂正を経て、安政5年（1858年）前後に清書本が完成した。原本は彦根市の井伊家にあり、草稿と清書本の2本が伝来している。
内容は、近世後期の遊芸化した茶の湯に「一期一会」「独座観念」という独自の概念を提唱し、千利休の時代に立ち返ろうとする視点で書かれたものである。本文の冒頭では「一期一会」の思想を掲げ、「本日の出会いは、再び同じ出会いではないと考え、主人は全てのことに、気を配り、客も亭主の趣向を何一つおろそかにせず、心に留めて、双方が誠意をもって交わるべきである」と主張している。激動の幕末にあって、静寂の極致のような茶室での心を、時の為政者である直弼が残していることは興味深く、後世における本書の魅力となっている。
なお、「一期一会」の言葉は『山上宗二記』に既出の言葉であり、「独座観念」も大口樵翁『交会平点規範』に既出の言葉である。ただし、この２つの言葉は草稿の時点では書かれておらず、清書本ではじめて見える言葉であり、直弼の思索がうかがわれる。

## 校訂本
- 『入門記・茶湯一会集・茶湯をりをり草』井伊正弘・倉沢行洋校訂解題
灯影撰書.7：灯影舎、1988年
- 『茶湯一会集・閑夜茶話』 戸田勝久注解、岩波文庫、2010年10月
- 『日本の茶書 2』に所収、林屋辰三郎・横井清・楢林忠男編注
平凡社東洋文庫、初版1972年、2007年にワイド版。